# USCGC Ingham (WHEC-35)
Le USCGC Ingham (WHEC-35) est l'un des deux navires de classe Treasury (en) de l'United States Coast Guard préservés et classé au National Historic Landmark depuis 1992.
À l'origine Samuel D. Ingham était le quatrième navire à être baptisé du nom du secrétaire au Trésor Samuel D. Ingham. Il fut le navire le plus décoré de la flotte de la Garde côtière et était le seul à recevoir deux Presidential Unit Citation durant la Guerre du Vietnam en 1968 et 1969.

## Histoire 1934-1988
L'Ingham a été construit au Philadelphia Naval Shipyard et a été lancé le 3 juin 1936 avec ses sister-ships USCGC Duane et USCGC Taney. Il a été baptisé par Mme Katherine Ingham Brush.
L'Ingham (WPG-35) a servi avec distinction au cours de la Seconde Guerre mondiale pour la protection des convois (ex : convois HX, convois SC), transportant des fournitures vitales en Grande-Bretagne. Le 15 décembre 1942, au cours d'une traversée, l'Ingham  a coulé le sous-marin U-626.
Après 1944, l'Ingham (WAGC-35) a servi comme flagship et a pris part à trois campagnes dans le Pacifique. Durant la Guerre du Vietnam il a été déployé sur les opérations SEA LORDS et SWIFT RAIDER du 3 août 1968 au 28 février 1969. À l'issue de ce déploiement, l'Ingham a repris ses fonctions régulières au sein de la Garde côtière jusqu'en 1988, quand il a été désarmé. À cette époque, l'Ingham était l'un des deux plus anciens navires américains encore en service avec l'USS Constitution.

## Navire musée et Mémorial
Acquis par Patriot's Point (situé à Mount Pleasant en Caroline du Sud) en 1989, l'Ingham a été exposé avec le porte-avions USS Yorktown , le destroyer USS Laffey, et le sous-marin USS Clamagore jusqu'au 20 août 2009.
Le 20 août 2009, l'Ingham a été remorqué vers les quais de la Garde Côtière à North Charleston en Caroline du Sud pour des réparations mineures en cale sèche au chantier naval Detyen et a ensuite été remorqué à Key West en Floride, où il est arrivé le 24 novembre 2009. Il est maintenant membre du Key West Maritime Memorial Museum. Les noms des 912 membres morts au combat sont inscrits sur une plaque commémorative sur le gaillard du bâtiment Ingham a été déclaré monument historique national en 1992.